# ديفيد كانتيرو
ديفيد كانتيرو (بالإسبانية: David Cantero) هو صحفي ومقدم تلفزيوني وكاتب إسباني، ولد في 1 مارس 1961 في مدريد في إسبانيا.

## وصلات خارجية
- ديفيد كانتيرو على موقع IMDb (الإنجليزية)